# Düsseldorf-Garath (przystanek kolejowy)
Düsseldorf-Garath – przystanek kolejowy w Düsseldorfie, w kraju związkowym Nadrenia Północna-Westfalia, w Niemczech. Znajduje się tu 1 peron. Według klasyfikacji Deutsche Bahn posiada 4 kategorię.
| Düsseldorf-Garath             |  |                    |
| Linia Köln Hbf – Duisburg Hbf |  |                    |
|                               |  | Düsseldorf-Benrath |